# Grand-Mère (Québec)
Pour les articles homonymes, voir Grand-Mère.
Grand-Mère est une ancienne ville du Québec, au Canada, fusionnée à la ville de Shawinigan en 2002. L'ancienne ville est située dans le secteur nord de la nouvelle ville, de part et d'autre de la rivière Saint-Maurice, et à 45 km au nord de Trois-Rivières. La population de Grand-Mère était de 13 179 habitants en 2001, de 14 223 en 1996 et de 14 287 en 1991. La superficie de Grand-Mère est de 63 km2.

## Toponymie
Grand-Mère est ainsi dénommée à cause d'une légende amérindienne née de la forme d'un rocher qui se situait dans le Saint-Maurice. En effet, un énorme rocher ressemblant à la silhouette d'une vieille dame séparait les chutes de Grand'Mère en deux. Les Algonquins l'appelaient kokomis, les Abénaquis kokemesna, tous les deux ayant le sens de grand-mère. Ce rocher a été transporté en 1912 (une autre source dit 1916) lors de la construction des écluses; il a été déplacé roche par roche, hors de l'eau jusqu'aux terres, et est maintenant le symbole de la ville. Il a une telle importance pour Grand'Mère qu'on appelle cet endroit la Ville du Rocher. En bref, le village Grand-Mère doit son nom à ce rocher en forme de vieille femme.

## Histoire

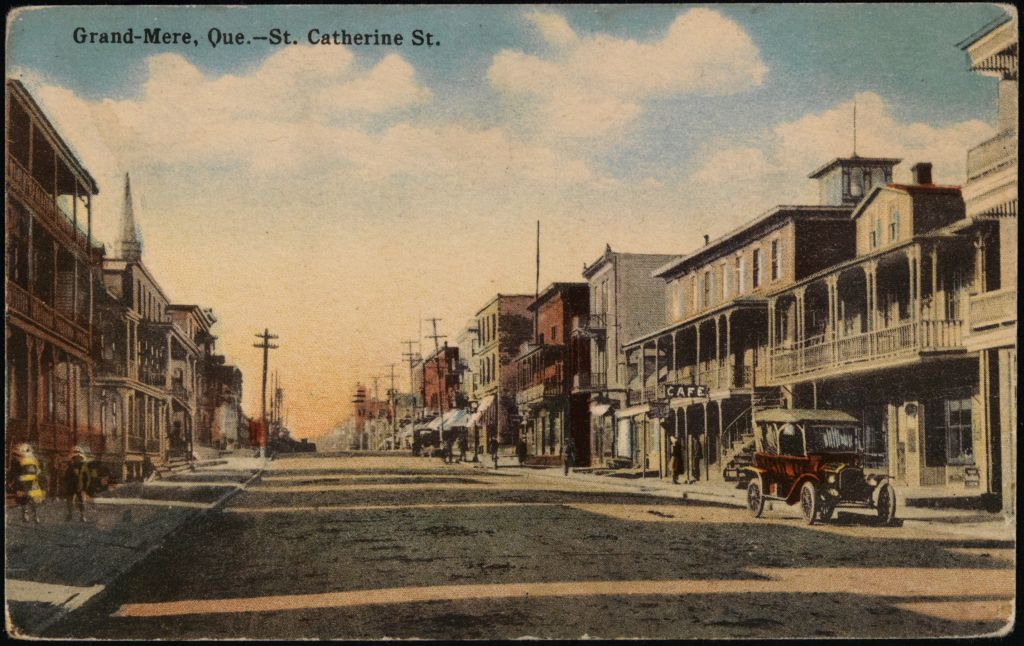
Rue Sainte-Catherine, aujourd'hui le 6e avenue, Grand-Mère, vers 1920-1930.

Vers le milieu du XIXe siècle, un mouvement pour bloquer l'émigration des Canadiens français vers le sud (États-Unis) prend forme et on développe des territoires vierges comme en Mauricie. C'est dans cette lancée que Grand'Mère voit le jour. Installée sur la rive gauche de la rivière Saint-Maurice, Grand'Mère se développe au nord de Shawinigan.
« C'est la construction de vastes usines pour la fabrication du papier aux chutes de Grand-Mère, situées à environ 8 km du noyau central de la ville, notamment par John Foreman en 1890, qui lui a donné naissance.» Grand'Mère  est fondée officiellement en 1898 et est donc reconnue comme municipalité de village. La plupart de ses maisons datent de cette époque.
La paroisse Saint-Paul-de-Grand'Mère prend naissance en 1900 au moment de son élection canonique et civile. Dans le Trifluvien de Trois-Rivières, on annonce que Grand-Mère aura une succursale de la Ottawa Bank. En 1901, Grand-Mère obtient le statut de ville.
Un barrage hydroélectrique construit sur la rivière en 1916 est l'un des plus vieux barrage appartenant à Hydro-Québec. Ce barrage sera remplacé par un autre plus grand en 2004. En 1928, un pont reliant la rive droite à la rive gauche de la rivière Saint-Maurice est construit à Grand-Mère. Il est inauguré en 1929. Il s'agit du Pont de Grand-Mère. Grand-Mère annexe le village de Sainte-Flore en 1970.
Comme certaines des villes voisines, Grand-Mère a tiré de la rivière Saint-Maurice son origine économique et son essor. Le centre-ville de Grand-Mère est situé à 120 km au sud du centre-ville de La Tuque et 50 km au nord du centre-ville de Trois-Rivières.

## La légende de la grand-mère

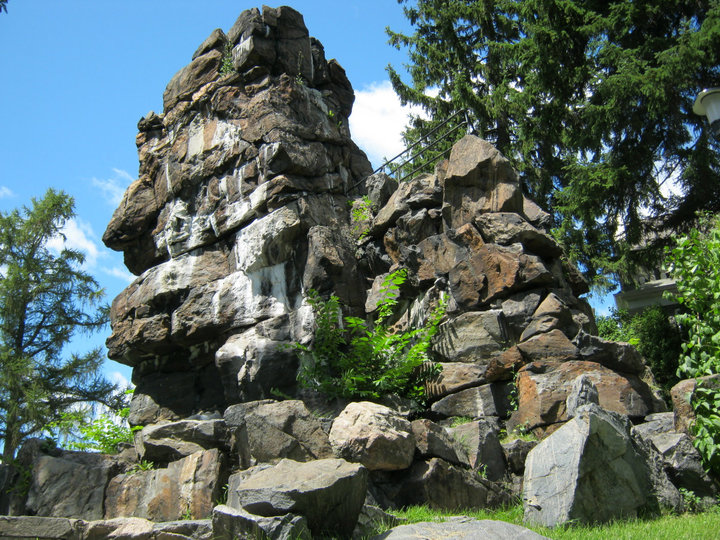
Le rocher de Grand-Mère, dont la forme a inspiré le nom du lieu

Voici le résumé de la légende  telle que citée par Isabel C. Armstrong.
La fille unique d'un chef  s'était éprise d'un guerrier. Le père accepta le mariage à la condition que le prétendant rapportât une grande quantité de peaux de bisons et de caribous comme preuve de son courage et de son amour. La jeune fille et le trappeur se jurèrent fidélité au-dessus d'un grand rocher dans la rivière. Le trappeur partit et la jeune fille l'attendit, pendant des années.Le trappeur ne revint jamais. La jeune fille ne trahit jamais sa promesse. Il y a deux dénouements attribués à cette légende: le premier, au moment où la femme mourut, un éclair traversa le ciel et le roc se fendit pour laisser la figure d'une vieille tournée vers le Nord. Le deuxième dénouement: la fiancée s'est métamorphosée en rocher comme symbole de sa fidélité.

## Éducation
Il existe à Grand'Mère cinq écoles publiques, toutes affiliées à la Commission scolaire de l'Énergie.
| École                                 | Grade      | Localisation         | Nombre d'étudiants |
| École du Phénix                       | Primaire   | 1001, 8e Rue         | 217                |
| École de Sainte-Flore (Saint Flora's) | Primaire   | 3351, 33e Rue        | 148                |
| École secondaire du Rocher            | Secondaire | 300, 7e Rue          | 650                |
| Gino Lafleche                         | Primaire   | 153, 1321, 5e Avenue | 261                |
| Saint-Paul (Saint Paul)               | Primaire   | 461, 16e Avenue      | 133                |

## Maires
De 1898 à 2001, Grand'Mère a élu ses propres maires, notamment :

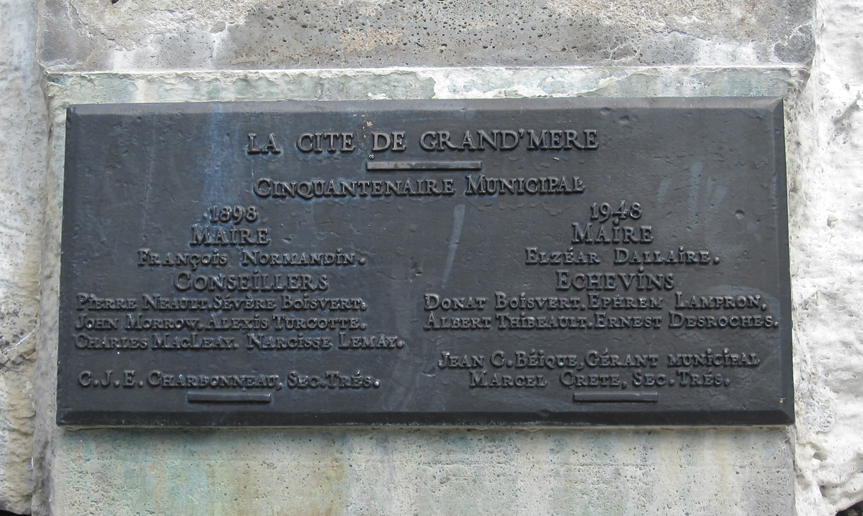
Une plaque commémorant le de Grand-Mère, fixée sur le rocher de la "vieille dame".

| #  | Maire                             | Premier mandat | Dernier mandat |
| 1  | François Normandin                | 1898           | 1898           |
| 2  | T. Desaulniers                    | 1898           | 1900           |
| 3  | A. Turcotte                       | 1900           | 1901           |
| 4  | F.-X. Gingras                     | 1901           | 1902           |
| 5  | A. Roy                            | 1902           | 1903           |
| 6  | A. Tremblay                       | 1903           | 1905           |
| 7  | J. Desaulniers                    | 1905           | 1908           |
| 8  | J.-A. Robert                      | 1908           | 1910           |
| 9  | Pierre-Calixte Neault             | 1910           | 1916           |
| 10 | Dr G.-A. Ferron                   | 1916           | 1919           |
| 9  | Pierre-Calixte Neault             | 1919           | 1920           |
| 11 | J.-P. Lalonde                     | 1920           | 1923           |
| 12 | Dr J.-Edmond Guibord              | 1923           | 1930           |
| 13 | L. Trépanier                      | 1931           | 1931           |
| 14 | J.-Alfred Gagnon                  | 1931           | 1935           |
| 15 | Dr Joseph Onésime Honorius Ricard | 1935           | 1939           |
| 14 | J.-Alfred Gagnon                  | 1939           | 1943           |
| 16 | Elzéar Dallaire                   | 1943           | 1951           |
| 17 | A. Thibeault                      | 1951           | 1953           |
| 18 | J.-E.-A. Matteau                  | 1953           | 1957           |
| 19 | Joseph-Alfred Therrien            | 1957           | 1965           |
| 20 | H. Prud’Homme                     | 1965           | 1970           |
| 21 | Jean-Marie Lafontaine             | 1970           | 1982           |
| 22 | Jacques Marchand                  | 1982           | 1994           |
| 23 | Gérald Bastarache                 | 1994           | 1998           |
| 24 | Linda Lafrenière                  | 1998           | 2001           |

## Sport
Grand-Mère a connu de grandes années en hockey. En 1913-1914, elle a remporté le championnat de l'Union interprovinciale de hockey amateur mais s'est inclinée en grande finale de la coupe Allen devant Regina. Ses deux défenseurs, Dave Ritchie et Phil Stephens (Stevens), sont devenus joueurs professionnels, l'un chez les Bulldogs de Québec et l'autre, chez les Wanderers de Montréal. Ils ont évolué plusieurs saisons dans la Ligne nationale de hockey.

## Personnalités liées à Grand-Mère
- Russell Blinco, joueur de hockey sur glace (1908-1982)
- Maurice Bellemare, homme politique (1912-1989)
- Pierre Gobeil, comédien (1938-2006)
- Gilles Julien, médecin en pédiatrie sociale (né en 1946)
- Gilles Descôteaux, chanteur et acteur (né en 1948)
- Daniel Lamarre, homme d'affaires (né en 1953)
- Denys Bouliane, compositeur (né en 1955)
- Sylvain Cossette, chanteur (né en 1963)
- Donald Martel, homme politique (né en 1964)
- Marie Plourde, animatrice, journaliste (née en 1966)
- François Blais, écrivain (1973-2022)
- Rémi-Pierre Paquin, comédien (né en 1973)
- Lily Thibeault, actrice (née en 1982)